# Матчи сборной Москвы по футболу (1930)
Сезон 1930 года стал 24-м в истории сборной Москвы по футболу.
В нем сборная провела 6 официальных матчей — все товарищеские междугородние: три со сборной Ленинграда (один из них в рамках матча городов), два со сборной Украины и один со сборной Харькова, а также 27 неофициальных (в том числе 3 международных с «рабочими» командами Австрии и Германии).

## Классификация матчей
По установившейся в отечественной футбольной истории традиции официальными принято считать матчи первой сборной с эквивалентным по статусу соперником (сборные городов, а также регионов и республик); матчи с клубами Москвы и других городов составляют отдельную категорию матчей.
Международные матчи также разделяются на две категории: матчи с соперниками топ-уровня (в составах которых выступали футболисты, входящие в национальные сборные либо выступающие в чемпионатах (лигах) высшего соревновательного уровня своих стран — как профессионалы, так и любители) и (начиная с 1920-х годов) международные матчи с так называемыми «рабочими» командами (состоявшими, как правило, из любителей невысокого уровня).

## Статистика сезона
| 1930              |                                                   |      |
| Н (1)             | Москва-II — Ленинград-II                          | 4:2  |
| Н (2)             | Москва (МОСПС) — Москва (Военвед)                 | 3:0  |
| Н (3)             | Москва-II — Закавказье                            | 1:0  |
| МГ 56             | Москва — Харьков                                  | 1:2  |
| МГ 57             | Москва — Украина                                  | 2:2  |
| Н (4)             | Москва-II — Закавказье                            | 1:2  |
| Н (5)             | Москва (металлисты) — Закавказье                  | 2:2  |
| Н (6)             | Москва — Нижняя Австрия («рабочая»)               | 5:0  |
| МГ 58             | Москва — Ленинград                                | 3:3  |
| Н (7)             | Москва — Ленинград-II                             | 2:3  |
| МГ 59             | Москва — Украина                                  | 0:2  |
| Н (8)             | Москва (металлисты) — Ленинград-II                | 1:5  |
| Н (9)             | Москва (металлисты) — Ленинград (металлисты)      | 2:1  |
| Н (10)            | Москва (металлисты) — Харьков (металлисты)        | 1:0  |
| Н (11)            | Москва-II — Николаев                              | 8:2  |
| Н (12)            | Москва (II группа) — Николаев                     | 3:1  |
| Н (13)            | Москва — Австрия («рабочая»)                      | 5:2  |
| Н (14)            | Москва-II — «Пролетарка» Тверь                    | 4:3  |
| Н (15)            | Москва-II — Тверь                                 | 2:1  |
| Н (16)            | Москва-II — Краматорская                          | 7:0  |
| Н (17)            | Москва-II — Краматорская                          | 1:0  |
| Н (18)            | Москва-II — Свердловск (металлисты)               | 10:0 |
| Н (19)            | Москва-II — Свердловск                            | 1:1  |
| Н (20)            | Москва — «Роте Шпортайнхайн» Германия («рабочая») | 6:5  |
| МГ 60             | Москва — Ленинград                                | 1:1  |
| Н (21)            | Москва — Ленинград-II                             | 1:2  |
| Н (22)            | Москва — СССР                                     | 1:4  |
| МГ 61             | Москва — Ленинград                                | 1:0  |
| Н (23)            | Москва — «Пролетарская кузница»                   | 1:1  |
| Н (24)            | Москва (МГСПС) — Ташкент (профсоюзы)              | 4:2  |
| Н (25)            | Москва (МГСПС) — Узбекистан                       | 9:0  |
| Н (26)            | Москва (МГСПС) — Ташкент                          | 2:1  |
| Н (5)             | Москва — «Динамо» Ташкент                         | 2:2  |
| Итого             |                                                   |      |
| И В Н П М         |                                                   |      |
| 6 1 3 2 8 − 10    |                                                   |      |
| 27 18 4 5 80 − 42 |                                                   |      |

## Официальные матчи

### 110. Москва — Харьков — 1:2
Междугородний товарищеский матч 56 (отчет ).

| Москва          | 1:2 | Харьков                          |
| --------------- | --- | -------------------------------- |
| - С.Иванов ~10′ |     | - 20′ В.Фомин - 85′ Паровышников |

| Игрок                | Клуб        |                                 | Вышел на замену | Гол  |
| -------------------- | ----------- | ------------------------------- | --------------- | ---- |
| Филиппов, Иван       | «Пищевики»  | Серебряный гол · Серебряный гол | 3               | (-7) |
|                      |             |                                 |                 |      |
| Рущинский, Михаил    | «Трёхгорка» |                                 | 22              |      |
| Старостин, Александр | «Пищевики»  |                                 | 12              |      |
|                      |             |                                 |                 |      |
| Егоров, Сергей       | «Пищевики»  |                                 | 20              | 1    |
| Селин, Фёдор         | «Динамо»    |                                 | 42              | 25   |
| Никишин, Евгений     | ЦДКА        |                                 | 27              | 1    |
|                      |             |                                 |                 |      |
| Панин, Илья          | «Трёхгорка» |                                 | 1               |      |
| Иванов, Сергей       | «Динамо»    | Гол                             | 6               | 8    |
| Исаков, Петр         | «Пищевики»  |                                 | 34              | 16   |
| Елисеев, Евгений     | «Трёхгорка» |                                 | 1               |      |
| Ильин, Сергей        | ЦДКА        |                                 | 2               |      |

| Харьков      |     |
| ------------ | --- |
| Норов        |     |
|              |     |
| Кладько      |     |
| П.Семенов    |     |
|              |     |
| Н.Фомин      |     |
| В.Фомин      | Гол |
| Привалов     |     |
|              |     |
| Костиков     |     |
| Шпаковский   |     |
| Мищенко      |     |
| Паровышников | Гол |
| Губарев      |     |

### 111. Москва — Украина — 2:2
Междугородний товарищеский матч 57 (отчет ).

| Москва                        | 2:2 | Украина                 |
| ----------------------------- | --- | ----------------------- |
| - С.Ильин ~60′ - С.Егоров 70′ |     | - 10′ (пен.) 69′ Штрауб |

| Игрок                | Клуб        |                                 | Вышел на замену | Гол  |
| -------------------- | ----------- | ------------------------------- | --------------- | ---- |
| Филиппов, Иван       | «Пищевики»  | Серебряный гол · Серебряный гол | 4               | (-9) |
|                      |             |                                 |                 |      |
| Рущинский, Михаил    | «Трёхгорка» |                                 | 23              |      |
| Старостин, Александр | «Пищевики»  |                                 | 13              |      |
|                      |             |                                 |                 |      |
| Егоров, Сергей       | «Пищевики»  | Гол                             | 21              | 2    |
| Старостин, Андрей    | «Пищевики»  |                                 | 2               |      |
| Никишин, Евгений     | ЦДКА        |                                 | 28              | 1    |
|                      |             |                                 |                 |      |
| Панин, Илья          | «Трёхгорка» |                                 | 2               |      |
| Иванов, Сергей       | «Динамо»    |                                 | 7               | 8    |
| Исаков, Петр         | «Пищевики»  |                                 | 35              | 16   |
| Елисеев, Евгений     | «Трёхгорка» |                                 | 2               |      |
| Ильин, Сергей        | ЦДКА        | Гол                             | 3               | 1    |

| Украина    |           |
| ---------- | --------- |
| Норов      |           |
|            |           |
| Кладько    |           |
| П.Семенов  |           |
|            |           |
| Кравченко  |           |
| В.Фомин    |           |
| Привалов   |           |
|            |           |
| Гичкин     |           |
| Штрауб     | Гол · Гол |
| Мищенко    |           |
| Шпаковский |           |
| Ливенцев   |           |

### 112. Москва — Ленинград — 3:3
Междугородний товарищеский матч 58 — матч городов (отчет ).

| Москва                                                    | 3:3 | Ленинград                                       |
| --------------------------------------------------------- | --- | ----------------------------------------------- |
| - ? 15' (пен.) - С.Ильин 23′ - С.Иванов 35′ - Павлов ~40′ |     | - 53′ М.Бутусов - 63′ (пен.) Батырев - 65′ Ивин |

| Игрок                | Клуб       |                                                  | Вышел на замену | Гол   |
| -------------------- | ---------- | ------------------------------------------------ | --------------- | ----- |
| Филиппов, Иван       | «Пищевики» | Серебряный гол · Серебряный гол · Серебряный гол | 5               | (-12) |
|                      |            |                                                  |                 |       |
| Пчеликов, Павел      | ЦДКА       |                                                  | 15              |       |
| Старостин, Александр | «Пищевики» |                                                  | 14              |       |
|                      |            |                                                  |                 |       |
| Егоров, Сергей       | «Пищевики» |                                                  | 22              | 2     |
| Старостин, Андрей    | «Пищевики» | 73'                                              | 3               |       |
| Леута, Станислав     | «Пищевики» |                                                  | 17              |       |
|                      |            |                                                  |                 |       |
| Старостин, Николай   | «Пищевики» |                                                  | 33              | 32    |
| Иванов, Сергей       | «Динамо»   | Гол                                              | 8               | 9     |
| Исаков, Петр         | «Пищевики» |                                                  | 36              | 16    |
| Павлов, Василий      | «Динамо»   | Гол                                              | 4               | 3     |
| Ильин, Сергей        | ЦДКА       | Гол                                              | 4               | 2     |

| Ленинград   |     |
| ----------- | --- |
| Н.Соколов   |     |
|             |     |
| В.Топталов  |     |
| А.Корнилов  |     |
|             |     |
| Пав.Попов   |     |
| Батырев     | Гол |
| Беляков     |     |
|             |     |
| П.Григорьев |     |
| Ивин        | Гол |
| М.Бутусов   | Гол |
| Б.Шелагин   |     |
| Нестеров    |     |

### 113. Москва — Украина — 0:2
Междугородний товарищеский матч 59 (отчет ).

| Москва | 0:2 | Украина                        |
| ------ | --- | ------------------------------ |
|        |     | - 42′ Алферов - 54′ Шпаковский |

| Игрок                | Клуб                   |                                 | Вышел на замену | Гол  |
| -------------------- | ---------------------- | ------------------------------- | --------------- | ---- |
| Матвеев, Владимир    | ЦДКА                   | Серебряный гол · Серебряный гол | 2               | (-4) |
|                      |                        |                                 |                 |      |
| Пчеликов, Павел      | ЦДКА                   |                                 | 16              |      |
| Старостин, Александр | «Пищевики»             |                                 | 15              |      |
|                      |                        |                                 |                 |      |
| Помогаев, Григорий   | «Пролетарская кузница» |                                 | 1               |      |
| Старостин, Андрей    | «Пищевики»             |                                 | 4               |      |
| Никишин, Евгений     | ЦДКА                   |                                 | 29              | 1    |
|                      |                        |                                 |                 |      |
| Ильин, Сергей        | ЦДКА                   |                                 | 5               | 2    |
| Блинков, Владимир    | РКимА                  |                                 | 18              | 14   |
| Иванов, Сергей       | «Динамо»               |                                 | 9               | 9    |
| Павлов, Василий      | «Динамо»               |                                 | 5               | 3    |
| Прокофьев, Валентин  | «Динамо»               |                                 | 8               | 3    |

| Украина      |     |
| ------------ | --- |
| Бабкин       |     |
|              |     |
| Кладько      |     |
| К.Фомин      |     |
|              |     |
| Н.Фомин      |     |
| В.Фомин      |     |
| Привалов     |     |
|              |     |
| Штрауб       |     |
| Шпаковский   | Гол |
| Алферов      | Гол |
| Паровышников |     |
| Ливенцев     |     |

### 114. Москва — Ленинград — 1:1
Междугородний товарищеский матч 60 (отчет ).

| Москва         | 1:1 | Ленинград            |
| -------------- | --- | -------------------- |
| - В.Зайцев 41′ |     | - 31′ (пен.) Батырев |

| Игрок                | Клуб                     |                | Вышел на замену | Гол  |
| -------------------- | ------------------------ | -------------- | --------------- | ---- |
| Гранаткин, Валентин  | «Красный луч»            | Серебряный гол | 1               | (-1) |
|                      |                          |                |                 |      |
| Пчеликов, Павел      | ЦДКА                     |                | 17              |      |
| Старостин, Александр | «Пищевики»               |                | 16              |      |
|                      |                          |                |                 |      |
| Никишин, Евгений     | ЦДКА                     |                | 30              | 1    |
| Старостин, Андрей    | «Пищевики»               |                | 5               |      |
| Леута, Станислав     | «Пищевики»               |                | 18              |      |
|                      |                          |                |                 |      |
| Ильин, Сергей        | ЦДКА                     |                | 6               | 2    |
| Зайцев, В.           | «Просвещение трудящихся» | Гол            | 1               | 1    |
| Иванов, Сергей       | «Динамо»                 |                | 10              | 9    |
| Павлов, Василий      | «Динамо»                 |                | 6               | 3    |
| Прокофьев, Валентин  | «Динамо»                 |                | 9               | 3    |

| Ленинград   |     |
| ----------- | --- |
| Н.Соколов   |     |
|             |     |
| В.Топталов  |     |
| А.Корнилов  |     |
|             |     |
| Пав.Попов   |     |
| Батырев     | Гол |
| Гуськов     |     |
|             |     |
| П.Григорьев |     |
| Мурашев     |     |
| М.Бутусов   |     |
| Б.Шелагин   |     |
| Аксенов     |     |

### 115. Москва — Ленинград — 1:0
Междугородний товарищеский матч 61 (отчет ).

| Москва                 | 1:0 | Ленинград |
| ---------------------- | --- | --------- |
| - А.Макаров 84′ (пен.) |     |           |

| Игрок                | Клуб                     |     | Вышел на замену | Гол  |
| -------------------- | ------------------------ | --- | --------------- | ---- |
| Гранаткин, Валентин  | «Красный луч»            | 46' | 2               | (-1) |
|                      |                          |     |                 |      |
| Соколов, Михаил      | «Пролетарий»             |     | 7               |      |
| Старостин, Александр | «Пищевики»               |     | 17              |      |
|                      |                          |     |                 |      |
| Ленчиков, Иван       | «Динамо»                 |     | 3               |      |
| Селин, Фёдор         | «Динамо»                 |     | 43              | 25   |
| Леута, Станислав     | «Пищевики»               |     | 19              |      |
|                      |                          |     |                 |      |
| Макаров, Алексей     | «Динамо»                 | Гол | 3               | 1    |
| Зайцев, В.           | «Просвещение трудящихся» |     | 2               | 1    |
| Иванов, Сергей       | «Динамо»                 |     | 11              | 9    |
| Павлов, Василий      | «Динамо»                 |     | 7               | 3    |
| Ильин, Сергей        | ЦДКА                     |     | 7               | 2    |
| Замена               |                          |     |                 |      |
| Евгений Фокин        | «Динамо»                 | 46' | 1               | (-0) |

| Савинцев     |     |
|              |     |
| Епишин       |     |
| А.Корнилов   |     |
|              |     |
| Гуськов      |     |
| Батырев      | 79' |
| Беляков      |     |
|              |     |
| П.Григорьев  |     |
| Вал.Федоров  |     |
| М.Бутусов    | 85' |
| Б.Шелагин    |     |
| Аксенов      |     |
| Замена       |     |
| А.Феоктистов | 79' |

## Неофициальные матчи
1. Товарищеский матч
| 2 мая Неоф (1) | Москва (II)                                | 4:2 | Ленинград (II)            | Стадион им.Ленина, Ленинград |
|                | - Панин 17′ - ? 25' (пен.) - В.Блинков 35′ |     | - 19′ 40′ (пен.) Нестеров | Зрителей: 30 000             |

2. Матч на приз газеты «Комсомольская правда»
| 24 мая Неоф (2) | Москва (МОСПС)                                 | 3:0 | Москва (Военвед) | «Динамо», Москва |
| | - Елисеев 36′ 60′ - ? ~40' (пен.) - Исаков 58′ |     |                  |                  |
| Москва: И.Филиппов - С.Поляков, Ал.Старостин - С.Егоров, А.Коротков, Леута - Н.Старостин, В.Блинков, Исаков, Елисеев, А.Поляков Москва: В.Матвеев - Пчеликов, Корчебоков - Столяров, В.Стрепихеев, Никишин - В.Титов, П.Савостьянов, С.Иванов, Павлов, С.Ильин |                                                |     |                  |                  |

Отчёт о матче московских сборных МОСПС и Военведа — газета "Физкультура и Спорт" № 31-32 от 8 июня 1930

- Сборная профсоюзов МОСПС играла против сборной Военведа в форме команды "Трёхгорка" - красных майках с белой поперечной полосой.

3. Товарищеский матч
| 4 июн Неоф (3) | Москва (II) | 1:0 | Закавказье | Москва           |
|                | - Павлов 6′ |     |            | Зрителей: 25 000 |

4. Товарищеский матч
| ~7 июн Неоф (4) | Москва (II) | 1:2 | Закавказье | Москва |

5. Товарищеский матч
| 8 июн Неоф (5) | Москва («металлисты») | 2:2 | Закавказье | Москва |

6. Международный матч
| 14 июн Неоф (6) | Москва                                                              | 5:0 | Нижняя Австрия «раб»    | «Динамо», Москва |
| | - С.Иванов 1′ - Вал.Прокофьев 5′ - Н.Старостин 10′ - Павлов 21′ 82′ |     | - 42' (пен.) 77' (пен.) | Зрителей: 30 000 |
| Москва: И.Филиппов - Пчеликов, Ал.Старостин - С.Егоров, Ан.Старостин, Леута - Н.Старостин, С.Иванов, Исаков, Павлов, Вал.Прокофьев «раб»: Хофман - Эйснекер, Крогехвиль - Зигль, Похрни, Зак - Новак, Прхачек, Мусил, Шеер, Фоци |                                                                     |     |                         |                  |

7. Товарищеский матч
| 22 июн Неоф (7) | Москва | 2:3 | Ленинград (II)      | Ленинград |
|                 |        |     | - Кавокин - Аксенов |           |

8. Товарищеский матч
| до 17 июл Неоф (8) | Москва («металлисты») | 1:5 | Ленинград (II) | КОР, Москва |

9. Матч трёх городов («металлисты»)
| 18 июл Неоф (9) | Москва («металлисты») | 2:1 | Ленинград («металлисты») | Харьков |
|                 |                       |     | - Ивин                   |         |

10. Матч трёх городов («металлисты»)
| 20 июл Неоф (10) | Москва («металлисты») | 1:0 | Харьков («металлисты») | Харьков |

11. Товарищеский матч
| 1 авг Неоф (11) | Москва (II) | 8:2 | Николаев | «Динамо», Москва                           |
| |             |     |          | Зрителей: 20 000 Судья: И.Слудников Москва |
| Москва (II): В.Матвеев - Поляков, Бельков - Ленчиков, А.Коротков, Мидлер - Грузинский, Е.Семенов, Загрядсков, Гуров, Шапошников Николаев: Завгородный - Аниканов, Курдюков - Кульчинский, Грушин, Деркаченко - Гичкин, Кондратенко, Г.Полегенький, Андреев, Омельченко |             |     |          |                                            |

12. Товарищеский матч
| 2 авг Неоф (12) | Москва (II группа)       | 3:2 | Николаев | МОСПС, Москва             |
| | - В.Зайцев - Щавелев 89′ |     |          | Судья: Соколов (Николаев) |
| Москва (II группа): Гранаткин - Саванов, Потапов - Никифоров, Павлов, Жигалин - ?, Суханов, Щавелев, В.Зайцев, Титов Николаев: Завгородный - Аниканов, Курдюков - Козлов, Грушин, Новиков - Гичкин, Кондратенко, Г.Полегенький, Андреев, Жиров |                          |     |          |                           |

13. Международный матч
| 5 авг Неоф (13) | Москва                                         | 5:2 | Австрия «раб» | Москва |
|                 | - В.Зайцев - С.Иванов - Павлов - Вал.Прокофьев |     |               |        |

14. Товарищеский матч
| 10 авг Неоф (14) | Москва (II) | 4:3 | «Пролетарка» Тверь | Тверь |

15. Товарищеский матч
| 12 авг Неоф (15) | Москва (II) | 2:1 | Тверь | Тверь |

16. Товарищеский матч
| 14 авг Неоф (16) | Москва (II) | 7:0 | Краматорская | Краматорская |

17. Товарищеский матч
| 15 авг Неоф (17) | Москва (II) | 1:0 | Краматорская | Краматорская |

18. Товарищеский матч
| 19 авг Неоф (18) | Москва (II) | 10:0 | Свердловск (металлисты) | Свердловск |

19. Товарищеский матч
| 20 авг Неоф (19) | Москва (II) | 1:1 | Свердловск | Свердловск |

20. Международный матч
| 5 сен Неоф (20) | Москва                                                                 | 6:5 | «Роте Шпортайнхайт» Германия «раб»                         | Москва |
| | - В.Зайцев 1′ 25′ 69′ - Вал.Прокофьев 28′ - Поляков 1Т′ - С.Иванов 88′ |     | - ~5′ Беркман - 10′ Шееле - 13′ Дауда - 1Т′ ? - 50′ Рихтер |        |
| Москва: Гранаткин - Поляков, Ал.Старостин - Путистин, Ан.Старостин, Потапов - Титов, В.Зайцев, С.Иванов, Павлов, Вал.Прокофьев «раб»: Вилле - Ранке, Крамев - Шварц, Майер, Грассе - Ахтцуг, Рихтер, Беркман, Шееле, Дауда |                                                                        |     |                                                            |        |

21. Товарищеский матч
| 15 сен Неоф (21)                                   | Москва         | 1:2 | Ленинград (II)                   | Ленинград                  |
|                                                    | - Столяров 87′ |     | - 57′ Дежонков - 65′ Вал.Федоров | Судья: Сохранский (Москва) |
| Москва: ... Пчеликов, Столяров, Леута, Елисеев ... |                |     |                                  |                            |

22. Контрольный матч сборной СССР
| 21 сен Неоф (22) | Москва          | 1:4 | СССР                                     | «Динамо», Москва                           |
| | - С.Иванов ~40′ |     | - 30′ ~80′ Алферов - ~65′ ~70′ М.Бутусов | Зрителей: 30 000 Судья: Н.Корнеев (Москва) |
| Москва: В.Матвеев - Поляков, Ал.Старостин - В.Дубинин, А.Коротков, Леута - Н.Старостин, В.Блинков, С.Иванов, Елисеев, Вал.Прокофьев СССР: Гранаткин - Кладько, Пчеликов - Беляков, Ан.Старостин, Привалов - Штрауб, Алферов, М.Бутусов (71' В.Топталов), Павлов, С.Ильин |                 |     |                                          |                                            |

23. Товарищеский матч
| 24 окт Неоф (23) | Москва | 1:1 | «Пролетарская кузница» | Москва |

24 — 27. Тур сборной МГСПС в Узбекистан
| ? ноя Неоф (24) | Москва (МГСПС) | 4:2 | Ташкент (профсоюзы) | Ташкент |

| ? ноя Неоф (25) | Москва (МГСПС) | 9:0 | Узбекистан | Ташкент |

| ? ноя Неоф (26) | Москва (МГСПС) | 2:1 | Ташкент | Ташкент |

| ? ноя Неоф (27) | Москва (МГСПС) | 2:2 | «Динамо» Ташкент | Ташкент |